# Stelvio Cipriani
Stelvio Cipriani (* 20. August 1937 in Rom; † 1. Oktober 2018 ebenda) war ein italienischer Filmkomponist.

## Leben
Cipriani studierte Klavier am Conservatorio Santa Cecilia in Rom und reiste zunächst als Pianist auf Kreuzfahrtschiffen. Nach seiner Rückkehr nach Italien begleitete er unter anderem Rita Pavone; in den späten 1950er und frühen 1960er Jahren hielt er sich auch in den USA auf, wo er mit Dave Brubeck spielte.
1966 komponierte Cipriani die Filmmusik für den Italowestern Ohne Dollar keinen Sarg, danach hat er für über 200 Filme komponiert. Er arbeitete hauptsächlich in Italien, schrieb aber auch die Musik zum Hollywood-koproduzierten Film Der Polyp – die Bestie mit den Todesarmen mit John Huston und Henry Fonda in den Hauptrollen. Neben Western schrieb er auch für verschiedene andere Genres wie Horror- und Actionfilme.
2007 verwendete Quentin Tarantino eines seiner Stücke in Death Proof – Todsicher. Drei seiner Stücke („La polizia sta a guardere“, „La polizia ha le mani legate“ und „La polizia chiede aiuto“) fanden 2009 Verwendung in dem Film Amer von Hélène Cattet und Bruno Forzani.

## Filmografie (Auswahl)
- 1966: Ohne Dollar keinen Sarg (El precio de un hombre)
- 1967: Western Jack (Un uomo, un cavallo, una pistola)
- 1968: Der Schrecken von Kung Fu (Lo straniero di silenzio)
- 1969: La legge della violenza
- 1969: Femina Ridens (The Laughing Woman / The Frightened Woman)
- 1970: Die Bestie (La belva)
- 1970: Das lüsterne Quartett (The Lickerish Quartet)
- 1970: Todespiste Le Mans (Le Mans scorciatoia per l’inferno)
- 1971: Im Blutrausch des Satans (Reazione a catena)
- 1971: Blindman, der Vollstrecker (Blindman)
- 1971: Die Diamantenlady (Il diavolo a sette facce)
- 1971: Man nennt mich Halleluja (Testa t’ammazzo, croce… sei morto! Mi chiamano Alleluja)
- 1971: Unerbittlich bis ins Grab (Se t’incontro t’ammazzo)
- 1972: Baron Blood (Gli orrori del castello di Norimberga)
- 1972: Diabolisch (La tua presenza nuda!)
- 1972: Beichtet Freunde, Halleluja kommt (Il West ti va stretto, amico… è arrivato Alleluja)
- 1972: Il magnifico West
- 1972: El más fabuloso golpe del Far West
- 1973: Frau Wirtins tolle Töchterlein
- 1974: Die Spur des Wolfes (Il richiamo del lupo)
- 1974: Wild Dogs (Cani arrabbiati)
- 1974: Der Tod trägt schwarzes Leder (La polizia chiede aiuto)
- 1974: Nacktes Entsetzen (Qualcuno l'ha vista uccidere)
- 1975: Der zweite Frühling
- 1976: The 44 Specialist (Mark colpisce ancora)
- 1976: Die Herrenreiterin (La padrona è servita)
- 1977: 3 Teufelskerle lachen alles nieder (Babanın evlatları)
- 1977: Gewalt über der Stadt (Torino violenta)
- 1977: Die Nonne und das Biest (Suor Emanuelle)
- 1977: Der Polyp – Die Bestie mit den Todesarmen (Tentacoli)
- 1978: Convoy Busters (Un poliziotto scomodo)
- 1978: Covert Action – Rauschgift tötet leise (Sono stato un agente C.I.A.)
- 1978: Deckname Scorpion – er kennt keine Gnade… (Bersaglio altezza uomo)
- 1978: Papaya – Die Liebesgöttin der Kannibalen (Papaya dei Caraibi)
- 1978: SOS-SOS-SOS Bermuda-Dreieck (Il triangolo delle Bermude)
- 1978: Unheimliche Begegnung in der Tiefe (Incontri con gli umanoidi)
- 1979: Die heilige Bestie der Kumas (Il fiume del grande caimano)
- 1980: Großangriff der Zombies (Incubo sulla città contaminata)
- 1980: Woodoo-Baby – Sex und schwarze Magie in der Karibik (Orgasmo nero)
- 1981: Piranha 2 – Fliegende Killer (Piranha Part Two: The Spawning)
- 1986: Crash Boys (3 supermen a Santo Domingo)
- 2006: Le flame del paradis
- 2007: The Vatican Museums
- 2010: Pirgioniero di un segreto
- 2015: Balando il silenzio